# Sipatosia onerosa
Sipatosia onerosa är en fjärilsart som beskrevs av William Schaus 1914. Sipatosia onerosa ingår i släktet Sipatosia och familjen nattflyn. Inga underarter finns listade i Catalogue of Life.